# Armées de volontaires anti-japonaises

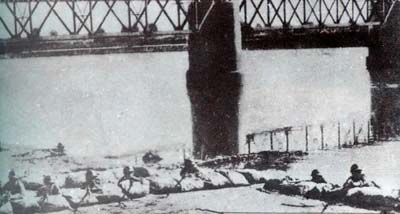
Nenjiangqiaokangzhan

Après l'invasion japonaise de la Mandchourie, et jusqu'en 1933, de grandes armées de volontaires combattent les forces de l'empire du Japon et du nouveau Mandchoukouo dans le Nord-Est de la Chine.
Du fait de la politique de non-résistance de Tchang Kaï-chek, les Japonais exercent vite un contrôle total sur la zone. À la suite du refus de la société des Nations d'agir contre cette attaque, l'incident mandchou est considéré comme clos, du moins pour les diplomates. Sur le terrain, de petites guérillas continuent néanmoins le combat.
Les armées de volontaires seront finalement décimées, mais seulement après que leurs actes de résistance leur auront apporté un soutien populaire pour eux et pour la cause anti-japonaise en Chine au début des années 1930.
Quelques-unes de ces armées de volontaires :
- Armée d'autodéfense de Jilin
- Armée du salut national populaire de Chine
- Combattants braves et vertueux volontaires du Nord-Est
- Armée brave et loyale du Nord-Est
- Armée volontaire anti-japonaise populaire du Nord-Est
- Armée du salut national anti-japonaise du Nord-Est
- Armée du salut national de Heilungkiang
- Armée anti-japonaise pour le salut du pays
- Armée révolutionnaire populaire du Nord-Est

Aux côtés de ces armées combattent d'autres forces comme celles de Lao Pie-fang entre autres.
Pendant toute l'année 1932, les Japonais sont essentiellement occupés à combattre ces forces chinoises en Mandchourie. Le général Ma Zhanshan, commandant nominal de toutes ces troupes, a sous ses ordres une force combattante estimée par les Japonais à 300 000 hommes. Après la défaite des armées de volontaires, de nombreux soldats fuient vers la Chine et notamment la province de Jehol. Ceux qui restent sont forcés de se regrouper en petites unités appelées shanlin. Les campagnes japonaises « anti-bandits » et autres mesures pour la pacification du Mandchoukouo réduisent drastiquement le nombre d'insurgés. Ils déclinent de 120 000 en 1933 à 50 000 en 1934, 40 000 en 1935, 30 000 en 1936, et 20 000 en 1937. En septembre 1938, le nombre d'insurgés est estimé par les Japonais à 10 000 hommes.
En 1935, l'armée unie anti-japonaise du Nord-Est, sous la direction du parti communiste chinois, absorbe la plupart des armées de volontaires pour créer un front uni.